# ТЕС Бітола
ТЕС Битола – теплова електростанція на південному заході Північної Македонії.
В 1982 – 1988 роках на майданчику станції стали до ладу три парові турбіни потужністю по 225 МВт.
Станція споруджена з розрахунку на використання місцевого ресурсу лігнітів. На початку 2020-х до Битоли повинні вивести газопровід, що дозволило ухвалити рішення про майбутнє переведення одного енергоблоку на блакитне паливо.
Видалення продуктів згоряння відбувається через два димарі висотою по 250 метрів. Кожен з них мав обслуговувати два енергоблоки, оскільки ТЕС запроектували з чотирма блоками. 
Видача продукції відбувається по ЛЕП, розрахованим на роботу під напругою 110 кВ та 400 кВ.